# 礒崎初仁
礒崎 初仁（いそざき はつひと、1958年 - ）は、日本の政治学者。中央大学法学部教授。専門は行政学、政策法務論、地方自治論。指導教授は、西尾勝および森田朗。

## 経歴
愛媛県八幡浜市生まれ。愛媛県立八幡浜高等学校を経て、1984年3月、東京大学法学部第1類（私法コース）卒業。1993年3月、東京大学大学院法学政治学研究科政治専攻修士課程修了。1985年、神奈川県庁に入庁。以後、同県農政部農地計画課、神奈川県自治総合研究センター研究員、同県企画部企画総務室、同県福祉部福祉政策課などを渡り歩き、2002年、神奈川県企画部市町村課を最後に退職。
2002年より中央大学法学部教授。2020年1月から2024年5月まで、中央大学副学長（入試・広報・総合学園推進担当）並びに入試センター所長を兼任。2006年から2013年まで行政書士試験委員、2013年から2014年まで英国・サウサンプトン大学で客員研究員（在外研究）。2005年から2011年まで神奈川県参与。
この他、明治学院大学法学部や九州大学大学院法学研究科の非常勤講師も務めた。

## 国会参考人として
2020年2月17日、参議院行政監視委員会に参考人として招聘され、「国と地方の行政の役割分担に関する件」に関して意見を陳述した。礒崎は「立法分権のすすめ」と題して、自治体の事務を定める法令が過剰・過密になっていることを指摘し、従来の「行政分権」の発想から変わった、自治体の立法権を拡充する「立法分権」が求められると述べた。
2024年5月21日に衆議院総務委員会に参考人として招聘され、「地方自治法の一部を改正する法律案」に関して意見を陳述した。同陳述の中で「改正案の包括的な指示権は、憲法の『地方自治の本旨』や地方自治法の一般原則に反するのではないか」、「緊急事態では国と自治体の協力関係が重要であり、改正案に定められた強制的な措置は、対立の深刻化などをもたらして逆効果になるのではないか」といった点を指摘したうえで反対の立場に立った。

## 著書
- 『分権時代の政策法務』（北海道町村会、1999年）
- 宇賀克也・山口道昭と共著『地方分権条例制定の要点―自治体の対応とモデル条例』（新日本法規出版、2000年）
- 『政策法務の新展開 : ローカル・ルールが見えてきた(自治体改革4巻)』（編著、ぎょうせい、2004年）
- 金井利之・伊藤正次と共著『ホーンブック　地方自治』（北樹出版、 2007年）
- 『変革の中の地方政府 : 自治・分権の制度設計』（編著、中央大学出版部、2010年）
- 北村喜宣・山口道昭・出石稔と共編『自治体政策法務 : 地域特性に適合した法環境の創造』（有斐閣、2011年）
- 『自治体政策法務講義』（第一法規、2012年・2018年改訂版）
- 『自治体議員の政策づくり入門』（イマジン出版、2017年）
- 『知事と権力－神奈川から拓く自治体政権の可能性』（東信堂、2017年）
- 金井利之・伊藤正次と共著『新版 ホーンブック地方自治』（北樹出版、2020年）
- 『立法分権のすすめ－地域の実情に即した課題解決へ』（ぎょうせい、2021年）
- 『地方分権と条例－開発規制からコロナ対策まで』（第一法規、2023年）